# Stenostomum obovatum
Stenostomum obovatum là một loài thực vật có hoa trong họ Thiến thảo. Loài này được Britton miêu tả khoa học đầu tiên năm 1917.